# Dadau
Die Dadau ist ein linksseitiger Nebenfluss der Hunte. Im größten Teil ihres Oberlaufs bildet sie die Grenze zwischen den Landkreisen Diepholz und Vechta, auf einem Teilabschnitt ihres Unterlaufs die Grenze zwischen der Stadt Diepholz und der Samtgemeinde Barnstorf.

## Verlauf
Die 16,6 km lange Dadau entspringt in der Diepholzer Moorniederung im Südlohner Moor auf dem Gebiet der Stadt Lohne. Anschließend fließt sie zwischen dem Südlohner sowie dem Brägeler Moor im Westen und dem Aschener Moor im Osten nordwärts und knickt in etwa an der Stelle, wo die Grenze der Städte Lohne und Vechta auf ihr linkes Ufer zuläuft, in Richtung Osten ab. Hinter der Bundesstraße 69 fließt die Dadau teilweise in östlicher, teilweise auch südöstlicher Richtung. Im Schlussabschnitt durchfließt sie in voller Breite (bachaufwärts gehört ihr rechtes Ufer weitgehend zum Gebiet der Stadt Diepholz) das Gemeindegebiet von Drebber. Die Dadau mündet in Cornau, einem Ortsteil von Drebber, wenige Meter östlich der Bundesstraße 51 in die Hunte. Diese fließt nach Norden in Richtung Oldenburg (Oldb.) weiter. Zwischen der Hunte und der Dadau liegt Deckau, ebenfalls ein Ortsteil von Drebber.
Im Jahr 2003 beschlossen die Städte Vechta und Diepholz sowie die Gemeinde Drebber, ihre Grenzen dem aktuellen Verlauf der Dadau anzupassen. Der damit verbundenen Änderung der Kreisgrenze stimmten 2004 die betroffenen Landkreise zu. Insgesamt wurde durch die Flurbereinigung der Landkreis Diepholz zu Lasten des Landkreises Vechta um 0,8323 ha vergrößert.

## Historische Bedeutung
In der Nähe der Dadaumündung befand sich zwischen der Dadau und der Hunte die Wasserburg Cornau der Grafen von Diepholz, von der aus diese bis zum Bau des Schlosses in Diepholz regierten. Im Westen der Burg Cornau gab es einen Wassergraben, der die Lücke zwischen Dadau und Hunte schloss; die Reste des Grabens wurden 1962 zugeschüttet. Die Burg verfiel seit dem 15. Jahrhundert; ihre Überreste wurden bis 1751 abgetragen.
Die Dadau markiert seit der Reformationszeit die Grenze von Gebieten mit einer überwiegend römisch-katholischen Bevölkerung von solchen mit einer überwiegend evangelisch-lutherischen Bevölkerung. Westlich dieser Grenze lagen das Niederstift Münster, das Land Oldenburg mit dem Landesteil Oldenburger Münsterland sowie der Regierungsbezirk Weser-Ems des Landes Niedersachsen. Östlich der Grenze befanden sich die Grafschaft Diepholz, das Königreich Hannover, das Königreich Preußen sowie der Regierungsbezirk Hannover des Landes Niedersachsen.

## Naturschutzgebiete
Die Dadau durchquert bzw. begrenzt die Naturschutzgebiete Südlohner Moor, Aschener Moor/Heeder Moor, Boller Moor und Lange Lohe; sie streift das NSG Drebbersches Moor.

## Wasserqualität

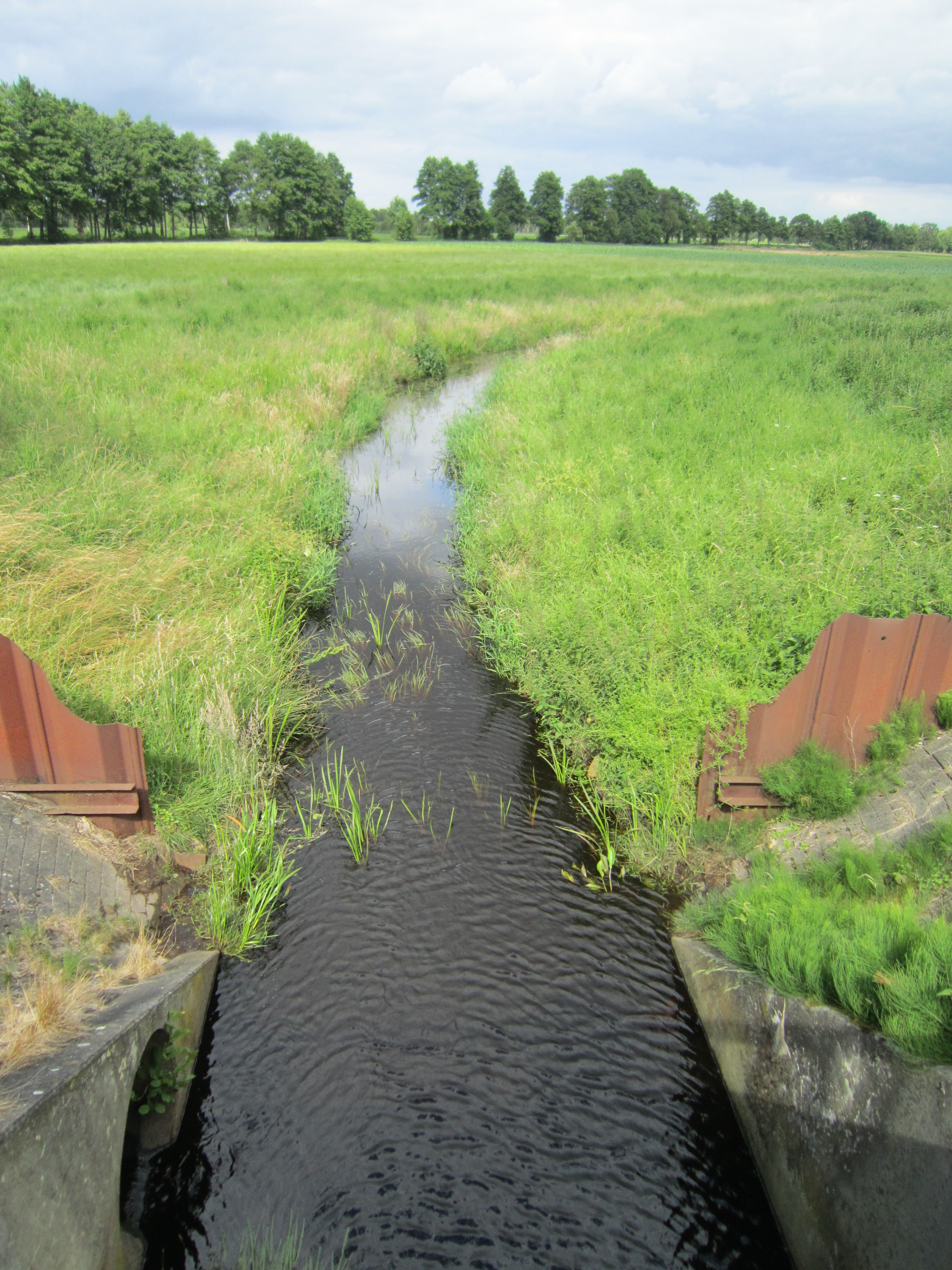
Die Dadau östlich der Bundesstraße 69

Im Jahr 2004 wurde die Wasserqualität der Dadau und benachbarter Bäche von den zuständigen niedersächsischen Behörden negativ bewertet: „Die organisch und sandgeprägten Tieflandbäche der westlichen Dümmerniederung sind als mäßig bis unbefriedigend zu beurteilen. Anspruchsvolle Organismen, die einen guten Gütezustand anzeigen können, kommen nur vereinzelt vor. [Von den betroffenen Bächen] wird ein relativ hoher Anteil an Mooren durchflossen. Infolge der zumeist intensiven Entwässerung dieser Moorgebiete sind die Gewässer mehr oder weniger stark moorwasserbeeinflusst. Die freigesetzten moortypischen Huminstoffe führen zu hohen organischen Belastungen der Gewässer. Eisen und Nährstoffe werden in erheblichem Umfang freigesetzt und führen zu Eutrophierungen mit sauerstoffzehrenden Abbauprozessen und Faulschlammbildungen. Durch geringe Beschattung und Reduzierung der Fließgeschwindigkeiten durch Staus und Rohrdurchlässe wird dieser Prozess noch gefördert.“
Das „Integrierte ländliche Entwicklungskonzept“ (ILEK) [Landkreis] Vechta/Mitte-Süd sieht eine Revitalisierung, das „Integrierte Stadtentwicklungskonzept“ (ISEK) der Stadt Lohne eine Renaturierung der Dadau vor.